# Печь кипящего слоя
Печь кипящего слоя — разновидность промышленных печей, принцип действия которых основан на взаимодействии зернистого, гранулированного, порошкового или аэрозольного топлива с газовым потоком во взвешенном состоянии, или в так называемом кипящем слое.
Печи кипящего слоя получили широкое распространение во второй половине XX века. Они отличаются высокой интенсивностью тепло- и массообмена и широко используются для нагревания, просушивания, адсорбции и конденсации паров, поддержания различных химических реакций (восстановления, окисления, фторирования, прокаливания и т. п.), а также в качестве топок на ТЭЦ и ГРЭС.
Как правило, печи кипящего слоя имеют цилиндрическую или прямоугольную форму и состоят из реакционной камеры и специальных камер подачи воздушно-газовых потоков в распределительную подину. Эта подина представляет из себя бетонную плиту с отверстиями или металлическую решётку; в ряде агрегатов она изготавливается из пористых керамических блоков. Её назначением является однородное распределение потока по всему сечению реакционной камеры, так как подаваемое топливо подхватывается потоком воздуха из подины и образует кипящий слой в котором протекает реакция взаимодействия между газообразными и твёрдыми реагентами. Для подвода или отвода тепловой энергии в зоне кипящего слоя могут устанавливаться теплообменники.